# Danh sách nhân vật trong Công chúa sinh đôi
Dưới đây là danh sách và thông tin về các nhân vật trong sê-ri Công chúa sinh đôi.

## Vương quốc Mặt trời (Sunny Kingdom)

### Fine (ファィン;Fain)
Lồng tiếng bởi: Megumi Kojima
Fine là một trong 2 nhân vật chính của bộ phim và là một trong những công chúa sinh đôi của Vương quốc Mặt Trời cùng với chị gái của cô, Rein. Cô được biết đến là một trong những "công chúa không giống công chúa nhất trong lịch sử Hành tinh kỳ diệu".
Ngoại hình: Ngoại hình của Fine hầu hết được thừa hưởng từ mẹ cô, Elsa. Cô là một cô gái dễ thương với đôi mắt hồng lựu và mái tóc đỏ. Cô thường buộc tóc thành 2 bím lỏng. Trang phục thông thường của Fine bao gồm mũ đỏ, áo khoác màu hoa anh đào, váy ngắn màu đỏ, vớ trắng và một đôi giày hồng.
Tính cách: Fine là một cô gái tốt bụng,quan tâm gia đình,cô có một sự quan tâm đặc biệt dành cho Shade. Cô rất vui vẻ và lạc quan. Cô rất giỏi về điền kinh, khiêu vũ và nấu ăn là điểm yếu duy nhất của cô. Fine vô cùng háu ăn - điều đầu tiên cô nghĩ đến khi đi dự tiệc thường là đồ ăn. Khác với chị gái, cô dễ dàng sợ hãi, đặc biệt là ma. Mặc dù giống nhau ở một số khía cạnh, tính cách của cô có sự khác biệt trong anime và manga.
- Anime: Fine là người đầu tiên mở lòng với Eclipse. Fine và Shade là những người duy nhất có thể hiểu Milky khi cô nói. Poomo khẳng định rằng họ hiểu nhau là do cả hai đều thích đồ ăn.
- Manga: Fine dường như nhạy cảm hơn so với trong anime. Đôi khi cô ấy trở nên sợ hãi đến mức cô ấy không thể làm bất cứ điều gì, tuy nhiên, cô ấy có thể thoát khỏi nó nhanh (Khi Rein đang gặp nguy, cô đã cố gắng để cứu chị gái mình). Fine cũng coi Rein như là "một nửa tốt hơn" của cô trong manga, cho thấy cô tôn trọng và yêu chị gái mình đến mức nào.

Quan hệ:
- Công chúa Rein: là một trong 2 nhân vật chính ,chị em sinh đôi của Fine và là công chúa của Vương quốc Mặt Trời. Cả hai người họ đang cố gắng cứu Hành tinh kỳ diệu và nhân loại bằng sức mạnh Phấn Hồng.
- Hoàng tử Shade: Fine là người đầu tiên mở lòng với Shade khi anh cải trang thành Eclipse,từ từ nảy sinh tình cảm với anh. Trong phần manga, Fine nảy sinh tình yêu với Shade từ cái nhìn đầu tiên. Vào tập cuối của anime, Fine và Shade đã khiêu vũ với nhau được xác nhận là đã canon.
- Hoàng tử Bright: yêu Fine trong phần I của anime và trong manga. Anh luôn cố gắng làm hài lòng cô và rất vui khi thấy Fine mỗi khi họ tình cờ gặp nhau. Tuy nhiên, đến cuối phần I, tình cảm của anh đã dần chuyển sang Rein. Trong manga, khi cô trở nên sợ hãi, Bright nhanh chóng bảo vệ cô. Anh vẫn tiếp tục giữ tình cảm với Fine, nhưng vẫn chưa rõ ràng nếu Fine có đáp lại hay không.

### Rein (レイン;Rein)
Lồng tiếng bởi: Yuko Goto
Rein là nhân vật chính của bộ phim và là một trong những công chúa sinh đôi của Vương quốc Mặt Trời cùng với em gái của cô, Fine. Cô được biết đến là một trong những "công chúa không giống công chúa nhất trong lịch sử Hành tinh kỳ diệu".
Ngoại hình: Ngoại hình của Rein hầu hết được thừa hưởng từ cha cô, Truth. Cô là một cô gái xinh đẹp sở hữu đôi mắt ngọc bích và mái tóc màu xanh. Tóc cô thường để buông xõa và buộc ở cuối. Trang phục thông thường của Rein bao gồm mũ lưỡi trai màu xanh, áo khoác màu xanh nhạt, váy ngắn màu xanh, vớ trắng và một đôi giày xanh.
Tính cách: Rein thích sửa soạn và làm đồ trang sức,cô có sở thích nữ tính là ngắm nhìn những món trang sức xinh đẹp (giống như Altezza). Đôi lúc cô thể hiện sự phấn khích khi nói về những thứ  lãng mạn và mơ mộng về Bright. Cô sẵn sàng giúp đỡ bất cứ ai đang cần bất kể mọi tình huống. Rein rất mạo hiểm và dũng cảm. Rein vô cùng quan tâm đến gia đình và mọi người,đặc biệt là sự quan tâm của cô dành cho Fine. Cô thường đưa ra các giải pháp tích cực và sáng suốt cho các vấn đề. Mặc dù giống nhau ở một số khía cạnh, tính cách của cô có sự khác biệt trong anime và manga.
- Anime: Cô có một trí tưởng tượng quá mức và đôi khi vội kết luận khi không nắm rõ toàn bộ câu chuyện và theo những suy nghĩ về kiến thức trước đó hoặc những gì cô ấy được dạy.
- Manga: Rein có tính cách cá tính hơn trong anime. Cô thể hiện là người mạnh mẽ hơn và nhanh chóng hành động khi cô cảm nhận được điều bất thường, liều lĩnh hơn so với trong anime. Do đó, Fine, Poomo và Eclipse thường lo lắng cho cô, mặc dù vậy, điều đó không ngăn được những hành động liều lĩnh của cô. Thỉnh thoảng cô cũng có những hành động trẻ con, và dễ dàng vượt qua chúng khi Fine an ủi cô. Khi Fine bị "ám ảnh" bởi thức ăn, Rein không thấy phiền và thường chỉ cười khúc khích với những trò hề của Fine. Rein thực sự ngưỡng mộ và tôn trọng em gái mình, gọi cô là thiên tài và thậm chí coi Fine như là "một nửa tốt hơn" của cô. Cô cũng thể hiện là người để tâm đến Fine, chẳng hạn như khi cô nghĩ rằng Eclipse có ý định xấu với Fine, Rein giữ anh lại, cảnh báo anh không được tiếp xúc nhiều với em gái mình.

Quan hệ:
- Công chúa Fine: là chị em sinh đôi của Rein và là công chúa của Vương quốc Mặt Trời. Cả hai người họ đang cố gắng cứu Hành tinh kỳ diệu và nhân loại bằng sức mạnh Phấn Hồng.
- Hoàng tử Bright:

Là người Rein thích/ngưỡng mộ trong cả anime lẫn manga. Vào cuối phần I anime , Bright và Rein đã khiêu vũ cùng nhau, được xác nhận là đã canon. Riêng phần manga Rein Shade đã tỏ tình và chưa xác nhận canon,phần anime Rein Bright canon
- Hoàng tử Shade:

Ban đầu, Rein luôn bày tỏ sự cảnh giác với Shade khi anh xuất hiện với thân phận Eclipse. Cô cho rằng Eclipse có ý đồ xấu và luôn cảnh báo anh tránh xa cả hai chị em. Sau khi Shade trở thành đồng minh, cô dần mở lòng cả hai đã có mối quan hệ tốt hơn và có nhiều biểu hiện quan tâm lẫn nhau. Trong manga " Công chúa sinh đôi" Eclipse đã tỏ tình với Rein , chưa xác nhận đã canon.

### Poomo (プーモ;Pumo)
Lồng tiếng bởi: Satomi Koorogi
Poomo là thuộc hạ trung thành của công chúa Grace và sau đó phục mệnh Fine và Rein. Poomo là một sinh vật thần tiên với đôi tai lớn, đuôi dài với phần tròn ở cuối đuôi và có thể bay. Cậu thường kết thúc câu nói của mình bằng "-pumo". Poomo dẫn dắt Fine và Rein thực hiện nhiệm vụ giải cứu Hành tinh kỳ diệu. Poomo cũng thể hiện là có khiếu nấu ăn, may vá và lái. Poomo gần như đã chết vào cuối phần I, nhưng viên đá Grace cuối cùng và Công chúa Grace đã cứu cậu, cho phép cậu sống với Fine và Rein mãi mãi. Cậu cũng được yêu thích bởi Ballerina trong anime.

### Công chúa Grace (プリンセスグレース;Purinsetsu Gurasu)
Lồng tiếng bởi: Yuko Minaguchi
Công chúa Grace là công chúa huyền thoại, người đã hy sinh để cứu Hành tinh kỳ diệu khi ánh sáng của Mặt trời sắp biến mất nhiều năm trước. Mặc dù đã chết, cô vẫn xuất hiện dưới dạng linh hồn ngụ ở bên trong tinh cầu Mặt Trời. Chính cô là người giao cho Fine và Rein nhiệm vụ bí mật để cứu Hành tinh Mặt Trời thay vị trí của mình.

### Camelot (キャメロット;Kamuroto)
Lồng tiếng bởi: Kazuko Sugiyama
Camelot là người giúp việc/giám hộ của Fine và Rein. Bà có phần hơi hống hách ở phần đầu, nhưng một mặt lại chu đáo và nhiệt tình để giáo dục Fine và Rein trở thành những nàng công chúa trưởng thành và chính chắn hơn.

### Lulu (ルル;Ruru)
Lồng tiếng bởi: Misato Suzuki
Lulu là thực tập sinh của Camelot và cũng là người giám hộ của Fine và Rein. Cô đưa ra đề xuất cho Camelot trong một số trường hợp và viết ra những ghi chú toàn diện về công việc của Camelot. Lulu xuất hiện lần đầu tiên trong tập thứ 11 phần I.

### Elsa (エルザ;Erusa)
Lồng tiếng bởi: Ayako Kawasumi
Elsa là nữ hoàng của Vương quốc Mặt Trời và mẹ của Fine và Rein. Bà có một tính cách nhẹ nhàng và tốt bụng. Fine và Rein ngưỡng mộ bà chủ yếu là vì những trang trí quý giá mà cô tạo ra. Tóc và mắt của bà màu đỏ (mà Fine được thừa hưởng). Bà cũng trân trọng những món quà mà Fine và Rein đã tặng.

### Truth (トゥルース;Turusu)
Lồng tiếng bởi: Wataru Hatano
Truth là đức vua của Vương quốc Mặt Trời và cha của Fine và Rein. Đôi mắt của ông màu vàng và mái tóc màu lam (mà Rein được thừa hưởng). Được tiết lộ rằng Truth đã tặng hoa Dream Seed cho Elsa khi cầu hôn. Anh ấy cũng rất để tâm đến Rein, khi Fango theo đuổi cô ấy.

## Vương quốc Mặt Trăng (Moon Kingdom)
Vương Quốc Mặt Trăng là vương quốc có nhiệm vụ thắp sáng vào ban đêm cho các vương quốc khác

### Nữ hoàng Malia
Lồng tiếng bởi: Keiko Han
Bà là Nữ hoàng Vương quốc Mặt Trăng và là mẹ của Shade và Milky. Bà là người tin tưởng công chúa Fine và Rein duy nhất trong tất cả những người đứng đầu các vương quốc. Được biết bà đã trao báu vật vương quốc Mặt trăng là chiếc lông vũ Mugram cho 2 công chúa Fine và Rein. Trong những tập cuối bà lâm bệnh do năng lượng Mặt Trời bị suy yếu. Sức khỏe của bà phụ thuộc vào Mặt Trăng. Bà là một nữ hoàng tốt bụng và hiền lành, rất chăm sóc hai đứa con của mình. Cô là nữ hoàng nước ngoài đầu tiên công khai tin tưởng Fine và Rein, tặng họ Feather Mugram mặc dù đó là một báu vật quốc gia quý giá. Cô ấy có thể đọc các sự kiện trong tương lai ở cực quang của Vương quốc Mặt trăng, và đau khổ khi nó mờ dần và bóng tối che khuất mặt trăng đầy đủ. Cô đã xin lỗi liên tục vì đã khiến con trai của cô là Shade lo lắng, mặc dù anh ta khăng khăng rằng cô không bị bệnh

### Shade (シ ェ イ;Sheido)
Lồng tiếng bởi: Junko Minagawa
Shade (15 tuổi) là hoàng tử Vương quốc Mặt Trăng còn được gọi là Nhật thực và là anh trai của Công chúa Milky. Lúc đầu, anh ta là một nhân vật bí ẩn dưới sự ngụy trang của Eclipse, nhưng giờ là đồng minh của Fine và Rein với tư cách là Hoàng tử Shade. Anh ta cũng chính thức là 'Master' của Tio. Anh là người điềm tĩnh, biết chăm sóc em gái, phụ giúp mẫu hậu trong coi vương quốc.Trong anime, Shade thể hiện một sự quan tâm đặc biệt dành cho Fine. Đến cuối phần 1 hai người chính thức canon

### Milky (ミ ル キ)
Lồng tiếng bởi: Kazuko Kojima
Milky (2 tuổi) là công chúa Vương quốc Mặt Trăng và em gái của Shade. Cô ấy là một đứa trẻ mới biết đi có thể đi du lịch khắp nơi (bằng cách ngồi trên ngôi sao nổi của mình). Milky có nhiều khả năng gặp khó khăn trong việc giao tiếp với mọi người bằng tiếng bập bẹ "Babu" của mình. Cô ấy cũng háu ăn như Fine, và thường ăn hết thức ăn trước khi Fine có thể đến được.Cô và Hoàng tử Vương quốc Nước Rơi là bạn bè thân mật. Cô được mọi người yêu mến nhiều vì có tính cách khá dễ thương. Mọi người biết đến cô với biểu tượng ngôi sao bên dưới giúp cô bay được trên không trung. Cô đạt được danh hiệu công chúa ngọt ngào nhất của cuộc thi "Các Công Chúa lần thứ III" được tổ chức tại Vương Quốc Đá Quý.

### Quan Đại Thần Roman
Lồng tiếng bởi:
Là người thuộc phái phản diện và có ý đồ làm cho công chúa Fire và Rein mất năng lượng phấn hồng.Mục tiêu chính của anh ta là đánh cắp sự nổi bật và sử dụng nó cho chính mình. Sau khi không thành công, anh bị hút vào khoảng trống tối tăm.

### Rau và Yan
Lồng tiếng bởi:
Là người phục vụ dưới trướng của Quan Đại Thần. Là hai tay sai của Roman. Mục tiêu của họ là phân tích và đánh cắp sức mạnh của Sự nổi bật cho Roman. Họ cũng xuất hiện trong loạt phim thứ hai, với tư cách là người giúp đỡ của Phó chủ tịch. Họ dường như có một tình bạn thân thiết.

### Cậu Thỏ
Cậu là 1 thần dân bảo vệ Dòng suối Ngôi Sao.

### Nữ hoàng Bọ cạp
Là một con bọ cạp rất lớn chỉ đến khi những con bọ cạp nhỏ của cô bị đánh bại. Cô ấy rất nhạy cảm với tiếng ồn lớn.

### Regina
Regina là Shade  rồng con vật cưng mà anh sử dụng để đi đến tất cả các quốc gia.

### Monmon Golem (Thần Mặt Trăng)
Monmon Golem là con thú ngủ sâu trong đền. Vào những thời điểm nhất định trong năm, anh thức dậy và thổi những đám mây che khuất khỏi mặt trăng để cho phép ánh trăng chiếu vào Vương quốc Mặt trăng. Momon Golem cũng có sở thích khác với người thường vì anh ta có thể ăn Fine và Rein nấu ăn và thậm chí còn gọi nó là ngon.

### Chuuba
Chuuba là một thầy bói chuột rất chính xác.

### Mia
Mia là một công nhân địa phương gần hồ Ngôi sao (Star).

## Vương quốc Lửa (Fire Kingdom)

### Woht (ォ, Wooru)
Lồng tiếng bởi: Toru Okawa
Woht là Quốc Vương của Vương quốc Lửa và cha của Lione và Tio. Anh ấy rất năng động và sự phấn khích của anh ấy được nhấn mạnh bởi những ngọn đuốc trong phòng ngai vàng.

### Nina (ー, Nīna)
Lồng tiếng bởi: Yukie Maeda
Nina là Hoàng hậu Vương Quốc Lửa và là mẹ của Lione và Tio. Tích cách khá dịu dàng và là người duốt giận Woht.

### Lione (リ オ ー;Riōne)
Lồng tiếng bởi: Misato Fukuen
Lione (11 tuổi) là công chúa Vương quốc Lửa là một nhân vật phụ trong Fushigiboshi no Futagohime và chị gái của Tio. Cô là bạn thân của Fire và Rein. Cô mang tích cáchc hiền hậu, dịu dàng và là người đạt danh hiệu công chúa có nụ cười đẹp nhất của cuộc thi "Các Công Chúa lần thứ I" được tổ chức tại Vương quốc Mặt Trời.

### Tio (ィ, Tio)
Lồng tiếng bởi:
Tio (9 tuổi) là hoàng tử của Vương quốc lửa và em trai của Lione. Anh ấy thích chơi với katana (saber) của mình.Tio thường xuất hiện để giải cứu Fine và Rein khỏi rắc rối.Tuy nhiên, cậu rất ít lần thành công. Anh ta xem Shade là anh hùng của mình và cầu xin làm môn đệ của mình.

### Thunderbolt
Thunderbolt một chú chó lửa đến từ Vương quốc lửa và là thú cưng có thể của Tio.

### Howan
Howan là một đầu bếp và quản lý của một nhà hàng kiểu Trung Quốc ở Vương quốc lửa. Thực đơn tính năng đặc biệt của nhà hàng của anh ấy là Cơm chiên nóng hổi (Heramera Chaofan).

### Rồng Bo
Là linh vật của Vương quốc Lửa và là nơi cất giữ viên đá Grade của Vương quốc này. Một con rồng cực kỳ lớn sống bên trong núi lửa Bo núi lửa. Khi Bo Dragon bị ốm, anh ho ra tro núi lửa. Anh ấy có khí chất, với điều được nói rằng không thể làm anh ấy cười. Công chúa Lionecó mối liên kết với con rồng và có thể nói anh ấy nghĩ gì và cảm thấy thế nào. Khi cặp song sinh đang tìm kiếm Grace Stones, họ biết rằng Rồng Bo sở hữu một con, mặc dù đã nỗ lực hết sức, và những người của Bright và Boomo, không ai có thể khiến con rồng cười. Thật bất ngờ, Công chúa Altezza hoảng hốt khi phải chịu áp lực khiến con rồng cười một mình và vô tình khiến viên ngọc xuất hiện khi cô khiến anh ta làm vậy.

### Chim Lửa
Chim nhỏ có nguồn gốc từ Vương quốc Lửa, Chim lửa thích những đồ vật sáng bóng. Một người đã đánh cắp trang trí của Altezza trong bữa tiệc Công chúa trang trí đẹp nhất, khiến cô buộc tội Công chúa hạt giống đã làm như vậy. Bị thu hút trở lại khu vực bởi các croquettes của Fine và Rein, họ không thể chịu được mùi vị xấu và ngất đi, cho phép lấy lại viên đá quý.

## Vương Quốc Đá Quý (Gemstone Kingdom)

### Aaron
Lồng tiếng bởi: Daisuke Ono
Aaron là Quốc Vương của Vương Quốc Đá Quý và là cha đẻ của Bright và Altezza. Ông cũng là chồng của Nữ hoàng Camelia. Aaron ân cần và tốt bụng hơn vợ rất nhiều, vì nữ hoàng có thể được mô tả là kiêu căng và tự hào. Anh ấy là một nhà lãnh đạo xuất sắc, người luôn ngưỡng mộ và cố gắng gây ấn tượng.

### Camelia (メ リ, Cameria)
Lồng tiếng bởi: Haruhi Terada
Camelia là Hoàng hậu Vương quốc Đá Quý và mẹ của Altezza và Bright. Cô ấy rất kịch tính, rất cạnh tranh và ngất xỉu khi có chuyện không hay xảy ra. Altezza có thể đã thừa hưởng tính cách của cô ấy vì cô ấy cũng thể hiện, nhưng quan tâm đến Bright và Altezza sâu sắc.

### Altezza (ア ル テ ッ;Arutessa)
Lồng tiếng bởi: Kaori Mizuhashi
Altezza (12 tuổi) là Công chúa Vương Quốc Đá Quý và là một nhân vật phụ trong Fushigiboshi no Futagohime. Em gái của Bright. Cô cũng mang quyết tâm cao nhất để chiến thắng các bữa tiệc của Công chúa.Lúc sau để giải cứu anh cô là hoàng tử Bright khỏi năng lượng bóng đêm cô đã quyết đinh gia nhập cùng nhóm với Fire và Rein. Cô có tích cách kêu căng, hung dữ giống Camelia (coi như được thừa hưởng từ mẹ). Cô là công chúa chuyên am hiểu về đá quý và là người đạt danh hiệu công chúa duyên dáng nhất của cuộc thi "Các Công Chúa lần thứ VII" được tổ chức tại Vương quốc Cối Xay Gió.

### Bright (ブライト;Buraito)
Lồng tiếng bởi: Tetsuya Kakihara
Bright (15 tuổi) là Hoàng tử Vương quốc Đá Quý và là một trong những nhân vật chính của Fushgiboshi no Futagohime. Anh còn là anh trai của Altezza. Anh là siêu thần tượng của Ngôi sao bí ẩn, và cực kỳ nổi tiếng, đặc biệt là các cô gái.Anh yêu công chúa Fine,luôn có những hành động ưu tiên, thể hiện sự chú ý Fine hơn so với Rein. Những tập sau đó anh bị năng lực bóng đêm chiếm hữu và trở thành kẻ xấu cho đến khi anh hồi phục lại nhờ năng lượng của Fine và Rein. Cuối phần phim, anh mời Rein khiêu vũ và đã xác nhận canon với cô.

### Puppet
Puppet là một con búp bê di chuyển, sống trong bãi rác tại một công viên giải trí gần đó có tên là "Thị trấn búp bê". Cô hy vọng rằng chủ sở hữu thực sự của mình lấy cô.

### Sirius
Sirius (còn được gọi là Serias) là một nhà sản xuất đồ trang sức khác. Không giống như bà Butterfly, mẹ anh đã từng làm việc với mẹ của Finevà Rein, Elsa, trong quá khứ. Anh ấy không quá ám ảnh trong các thiết kế phức tạp, nhưng đặt trái tim của anh ấy vào tất cả các đồ trang sức anh ấy làm.

### Cô Butterfly
Cô là một nhà sản xuất đồ trang sức địa phương. Cô quan tâm đến các thiết kế phức tạp. Đối thủ cạnh tranh chính của cô là Sirius.

## Vương quốc Hạt Giống (Seeds Kingdom)

### Hoàng hậu Hạt Giống
Lồng tiếng bởi:
Bà là Nữ hoàng của Vương quốc hạt giống và 11 Công chúa hạt giống và mẹ của Solo. Tích cách của bà rất đoan trang và thùy mị.

### Quốc Vương Hạt Giống
Lồng tiếng bởi:
Ông là quốc vương của Vương quốc hạt giống (và là cha của 11 công chúa hạt giống và cha của Solo) hoàn toàn chống lại cuộc xâm lược của loài khỉ. Anh ấy, tuy nhiên, rất thiếu kiên nhẫn và không bao giờ cho mọi người cơ hội để hoàn thành những gì họ đang nói. Các cô là người đạt danh hiệu các công chúa có trang sức đẹp nhất của cuộc thi "Các công chúa lần thứ II" tổ chức tại Vương Quốc Lửa

### 11 Công chúa hạt giống (タ ネ タ ネ プ リ ン セTan;Tanetane Purinsesu)
Là những nhân vật phụ của Fushgiboshi no Futagohime và các công chúa giống hệt nhau của Vương quốc Hạt giống. Tên của họ là Ichele, Nina, Saya, Shiyon, Gorchel, Loloa, Nurya, Harney, Quarry, Julia và Joiner. Tên của họ có liên quan tinh tế với các số Nhật Bản từ một đến mười một. Các cô là người đạt danh hiệu công chúa có món tran sức đẹp nhất của cuộc thi "Các Công Chúa lần thứ II" được tổ chức tại Vương quốc Lửa

### Solo
Solo (10 tuổi) là một nhân vật phụ trong Fushgiboshi no Futagohime. Anh là hoàng tử của Vương quốc hạt giống và là em trai của 11 Công chúa hạt giống.

### Nacchi
Nacchi là một nhân vật xuất hiện trong Tập 43. Cô là người biểu diễn hình thang trong Rạp xiếc của Công ty Nhà hát Miracle. Là ngôi sao của chương trình, hành động hình thang của cô là điểm thu hút chính của rạp xiếc. Sau khi Nacchi bị chấn thương do thất bại cách đây nửa năm, cô đã mất tự tin để tiếp tục sự nghiệp. Các nghệ sĩ biểu diễn của cô đã cố gắng bù đắp cho hành động của mình bằng cách thực hiện một số người khác, nhưng như Nacchi nói, "một rạp xiếc không phải là một rạp xiếc mà không có hành động hình thang". Vào thời điểm các công chúa sinh đôi đến thăm, rạp xiếc đã ở bên bờ vực đóng cửa. May mắn thay, Fine và Rein đang ở đó để giúp đỡ. Nhưng liệu hành động cân bằng Ramen và ánh nắng mặt trời của họ có đủ để giúp Nacchi tìm thấy sự can đảm đã mất của cô ấy không?

## Vương quốc Nước Rơi (Water Falls Kingdom)

### Mirlo(ミ ル;Miruro)
| Lồng tiếng bởi: | Sachi Sukigara |

Mirlo (10 tuổi) là một nhân vật phụ của Fushgiboshi no Futagohime. Cô là công chúa của Vương quốc Nước Rơi và em trai cô là một em bé tên Narlo. Cô ấy là một nghệ sĩ đầy tham vọng nhưng sợ nói ra với mẹ cô ấy rất nghiêm khắc về hành vi của mình. Cô là người đạt danh hiệu công chúa chơi thể thao tốt nhất của cuộc thi "Các Công Chúa lần thứ IV" được tổ chức tại Vương quốc Hạt Giống.

### Narlo (ナ ル, Naruro)
Không lồng tiếng
Narlo (1 tuổi) là hoàng tử của Vương quốc Nước Rơi và em trai của Mirlo. Anh ta bằng tuổi Milky.

### Pump
Lồng tiếng bởi:
Pump là vua của Vương quốc Nước Rơi và là cha Mirlo và Narlo.

### Yamul (ヤームル,  Yāmuru)
Lồng tiếng bởi:
Yamul là nữ hoàng của Vương quốc Nước Rơi và Mirlo và Narlo của mẹ. Cô ấy rất nghiêm khắc và kiên quyết về Mirlo để cư xử như một nàng công chúa đúng nghĩa bằng cách ra lệnh cho cô ấy làm theo mọi điều cô ấy nói.

### Esteban
Esteban là chàng trai mà Mirlo dự định sẽ kết hôn. Anh ấy tốt bụng với cô ấy. Trẻ hơn Mirlo, Esteban thậm chí không hiểu hôn nhân là gì. Anh cũng lái một chiếc xe nhỏ.

### Ada và Ida
Là hai dân làng của Vương quốc Waterdrop. Họ chăm sóc những chú chim sâu sắc và sẽ làm bất cứ điều gì để có được thức ăn cho những chú chim (bao gồm cả việc đóng giả là Fine và Rein).

## Vương quốc Cối Xay Gió (Windmill Kingdom)

### Sophie (ァ ィī;Sofī)
Sophie (13 tuổi) là nhân vật phụ của Fushgiboshi no Futagohime và là công chúa của Vương quốc Cối xay gió. Anh trai của cô là Auler và cả hai đều dành tình cảm cho Altezza. Cô là người đạt danh hiệu công chúa cắm hoa đẹp nhất của cuộc thi "Các công chúa lần thứ V" được tổ chức tại Vương Quốc Mặt Trăng.

### Auler (ア ウ ラ;Aurā)
Auler (14 tuổi) là một nhân vật phụ của Fushgiboshi no Futagohime và là hoàng tử của Vương quốc Cối xay gió. Em gái của anh ta là Sophie và anh ta yêu Altezza.

### Elena
Elena là hoàng hậu của Vương quốc Cối xay gió và mẹ của Sophie và Auler

### Randa
Randa là quốc vương của Vương quốc Cối xay gió và cha của Sophie và Auler

## Vương quốc Biển (Sea Kingdom)

### Bơ(パ ー, Pāru)
Pearl (Bơ) (7- 8 tuổi) là công chúa của Vương quốc biển.

### Boomo
Boom đã yêu Pearl và từ bỏ con đường độc ác của mình cho đến cuối phần một. Tuy nhiên, không biết liệu tình cảm của anh có được trả lại hay không vì Pearl dường như không biết gì về tình cảm của anh.

### Lươn Naaga
Naaga là một con lươn dễ đến từ Vương quốc biển. Cô là một trong những người bạn của công chúa Pearl

### Thuyền trưởng Peggy
Peggy là thuyền trưởng phục vụ cho công chúa Pearl

### Hoàng hậu Vương quốc biển
Bà là mẹ của công chúa Pearl

### Quốc vương Vương quốc Biển
Ông là cha của công chúa Pearl

### Mẹ San Hô
Người nắm giữ báu vật Vương quốc Biển là Nước Mắt Mẹ San Hô.

## Vương quốc Pha Lê Đen (Eastern crystal Kingdom)

### Vua pha lê đen
Là kẻ thù tối thượng. Nó là nguồn ban đầu cho tất cả các sức mạnh của bóng tối. Nó cũng kiểm soát những gì Bright làm, buộc anh ta phải sử dụng Prominence khi ai đó không vâng lời anh ta. Mặc dù Black Crystal không tự đi, nhưng nó có thể mở rộng nhanh chóng. Nhiên liệu cho nó là nỗi buồn của mọi người. Tuy nhiên, Vua Pha lê Đen đó là một kẻ mạo danh, trong khi người thật chỉ xuất hiện trong Gyu! loạt.

## Thông tin thêm
Vương Quốc Mặt Trời nằm ở vị trí Trung Tâm hành tinh Kỳ Diệu. Có nhiệm vụ thắp sáng cho các Vương quốc khác. Vương quốc có địa hình dạng không trung. Nơi đây là Vương Quốc tổ chức cuộc thi "Các công chúa lần thứ I".
Vương Quốc Mặt Trăng nằm ở vị trí Đông Nam của hành tinh Kỳ Diệu. Có nhiệm vụ thắp sáng cho các Vương quốc khác vào ban đêm. Vương quốc là nơi nổi tiếng về những phong cảnh đẹp. Địa hình bằng phẳng, chủ yếu là sa mạc. Ở đây đây nổi tiếng bởi Dòng Suối Ngôi Sao (nơi năng lượng Bóng Đêm và Vua Pha Lê Đen xâm nhập vào hành tinh Kỳ Diệu), Điện thờ Thần Mặt Trăng, Cực Quang Cầu Vồng, Núi Mặt Trăng (Là nơi cất giữ viên đá Grance của Vương Quốc Mặt Trăng).... Hằng năm, còn có lễ hội Trăng Tròn nhằm đánh thức Thần Mặt Trăng tĩnh để thực hiện mong ước của thần dân Vương quốc. Lúc sau, nơi đây trở thành nơi trũ ngụ tạm thời của Vương Quốc Mặt Trời. Nơi đây cũng là Vương quốc tổ chức cuộc thi "Các công chúa lần thứ V".
Vương Quốc Lửa nằm ở vị trí Tây Nam của hành tinh Kỳ Diệu. Có nhiệm vụ sưởi ấm cho các Vương quốc khác vào mùa đông. Nơi đây quanh năm là lạnh giá (mùa Đông) nhưng rất ấm áp nhờ ngon lửa của Vương quốc là miệng núi lửa nơi rồng Bo sinh sống. Rồng Bo là linh vật của Vương Quốc và là nơi cất giữ viên đá Grance của Vương Quốc Lửa (nếu ai làm cho Rồng Bo cười thì Rồng Bo sẽ nhã viên đã Grance ra). Mỗi năm, tới dịp năm mới phải làm Rồng Bo cười nhưng tương truyền, lúc năm mới khoảng 10 năm trước không ai làm cho Rồng Bo cười, Rồng Bo tức giận và phá hoại dân làng, Quốc Vương Woht đã dân viên đã Grance cho Rồng Bo để bớt giận và quay về Núi Lửa và Vương quốc này phải mất khá lâu mới phục hồi lại như ban đầu. Hằng năm, còn có lễ hội Lửa SamBa. Vương quốc còn nổi tiếng bởi những dòng suối nước nóng trong lành và thức ăn kiểu Trung Quốc. Nơi đây cũng là Vương quốc tổ chức cuộc thi "Các công chúa lần thứ II".
Vương Quốc Đá Quý nằm ở vị trí Đông Bắc của hành tinh Kỳ Diệu. Có nhiệm vụ cung cấp tài nguyên cho Vương quốc khác. Vương quốc này là vương quốc hữu nghị với Vương Quốc Cối Xay Gió. Địa hình, khá bằng phẳng có biên giới với Vương Quốc Cối Xay Gió ở hướng Nam. Hằng năm, có lễ hội hữu nghị với Vương Quốc Cối Xay Gió là lễ hội "Khinh khí cầu" tổ chức tại Thũng lũng Gió và Núi Pha Lê. Vương quốc này nổi tiếng bởi sắc đẹp. Nơi cất giấu báu vật viên đá Grance (Vương quốc Đá Quy có đến 2 viên đá Grance) của Vương Quốc Đá Quý là một khu rừng dưới 2 gốc cây có chôn giấu 1 chiếc hộp (ở mỗi cây) trong đó có 2 bức tượng là Altezza và Bright (trên vương miện là 2 viên đá ở mỗi bức tượng). Nơi đây cũng là Vương quốc tổ chức cuộc thi "Các công chúa lần thứ II".
Vương Quốc Hạt Giống nằm ở vị trí Đông của hành tinh Kỳ Diệu. Chịu trách nhiệm cung cấp hạt giống hoặc lương thực cho Vương quốc khác. Địa hình bằng phẳng, chủ yếu là rừng. Có biên giới với Vương quốc Lửa tại thành phố Cây Sinh Đôi. Vương quốc nổi tiếng bởi sự nhỏ nhắn của con người và gánh xiếc Kỳ Diệu tại Thành phố Cây Sinh Đôi thu hút rất nhiều khách. Chủ gánh xiếc là người giữ viên đá Grance của Vương Quốc Hạt Giống (có lần gánh xiếc biểu diễn cho Quốc Vương xem và quốc vương đã tặng cho ông). Biểu tượng của Vương Quốc là Cây Bóng Cả (cũng là cung điện Vương Quốc Hạt Giống). Nơi đây cũng là Vương quốc tổ chức cuộc thi "Các công chúa lần thứ II".
Vương Quốc Nước Rơi nằm ở vị trí Tây Bắc của hành tinh Kỳ Diệu. Chịu trách nhiệm tạo ra mây và làm mưa cho các Vương quốc. Địa hình dạng đồi núi, sông hồ, kênh rạch nhiều. Ở đay, có Thác và dòng suối Cầu Vồng (Công chúa Mirlo dùng để vẽ tranh) chảy vào hồ Cầu Vồng. Cung điện Vương Quốc Nước Rơi nằm ở vị trí cao trên một ngọn đồi khác phẳng. Phong cảnh Vương quốc rất hữu tình vì mây và cả bầu trời đều trong xanh. Ở giữa 1 dòng sông, có 1 cây cầu dẫn vào một ngọn tháp bằng đất, trong ngọn tháp ở giữa dòng sông này là nơi cất giấu viên đá Grance của Vương quốc Nước Rơi. Vương quốc Nước Rơi có một con đập chảy rất siết, dữ dội và cuồn cuộn, con đập chảy thẳng qua biên giới Nước Rơi - Hạt Giống để tưới tiêu cho rừng cây hạt giống của Vương quốc Hạt Giống. Nơi đây cũng là Vương quốc tổ chức cuộc thi "Các công chúa lần thứ VI".
Vương Quốc Cối Xay Gió nằm ở vị trí Tây của hành tinh Kỳ Diệu. Có trách nhiệm tạo ra gió từ cối xay gió 5 cánh Ta - Ba - Đô và thổi gió đi đến các Vương Quốc khác. Vương quốc này rất mát mẻ và có không khí dạng loãng. Địa hình đồi núi, dốc và mạng lưới rừng dày đặc. Trong Vương quốc có 1 bộ tộc đó là bộ tộc chim nằm ở biên giới Đá Quý - Cối Xay Gió (bộ tộc là bạn của Quốc Vương nhiều năm). Hằng năm, Vương quốc có 2 lễ hội lớn là: lễ hội hữu nghị với Vương Quốc Đá Quý là lễ hội "Khinh khí cầu" tổ chức tại Thũng lũng Gió và Núi Pha Lê và lễ hội Cối Xay Gió. Nơi cất giữ viên đá Grance là Cối Xay Gió số 4 nằm ở ngọn đồi Gió (dốc và thẳng), chài khóa mở cối xay gió số 4 là cối xay gió nhỏ của công cháu Sophie. Nơi đây cũng là Vương quốc tổ chức cuộc thi "Các công chúa lần thứ VII".
Vương Quốc Biển nằm ở vị trị trong Vương Quốc Cối Xay Gió (là tiểu Vương quốc của Vương quốc Cối Xay Gió). Địa hình sâu trong đáy biển, có nhiều rạng san hô và nhiều loại cá khác nhau. Có 1 thung lũng ở vương quốc này là nơi có viên đá Grance của Vương Quốc Mặt Trời (do công chúa Grance đi biển vô tình sợi dây chuyền bị rơi xuống biển (theo sách cổ của ông Omendo). Cung điện Vương Quốc Biển được làm từ vỏ sỏ rất độc đáo. Báu vật của Vương Quốc Biển là Nước Mắt Mẹ San Hô do Mẹ San Hô tiết ra và có tác dụng 3 lần. Mẹ San Hô và Cá Vàng là biểu tượng của Vương Quốc Biển.
Vương Quốc Pha Lê Đen (Dòng Suối Ngôi Sao). Thế lực ngoài hành tinh Kỳ Diệu xâm nhập.

## Nơi tổ chức các cuộc thi
Bữa tiệc các công chúa lần thứ I: tổ chức tại Vương Quốc Mặt Trời lấy danh hiệu công chúa có nụ cười đẹp nhất, công chúa vương quốc Lửa- Lione thắng giải.
Bữa tiệc các công chúa lần thứ II: tổ chức tại Vương Quốc Lửa lấy danh hiệu công chúa có món trang sức đẹp nhất, 11 công chúa vương quốc Hạt Giống thắng giải.
Bữa tiệc các công chúa lần thứ III: tổ chức tại Vương Quốc Đá Quý lấy danh hiệu công chúa ngọt ngào nhất, công chúa vương quốc Mặt Trăng- Milky thắng giải.
Bữa tiệc các công chúa lần thứ IV: tổ chức tại Vương Quốc Hạt Giống lấy danh hiệu công chúa thể thao tốt nhất, công chúa vương quốc Nước Rơi- Mirlo thắng giải.
Bữa tiệc các công chúa lần thứ V: tổ chức tại Vương Quốc Mặt Trăng, lấy danh hiệu công chúa cắm hoa đẹp nhất, công chúa vương quốc Cối Xay Gió- Sophie thắng giải.
Bữa tiệc các công chúa lần thứ VI: tổ chức tại Vương Quốc Nước Rơi, lấy danh hiệu công chúa khéo tay nhất, không ai thắng giải.
Bữa tiệc các công chúa lần thứ VII: tổ chức tại Vương Quốc Cối Xay Gió lấy danh hiệu công chúa duyên dáng nhất, công chúa vương quốc Đá Quý- Altezza thắng giải.
== Hình ảnh